# Эдридж, Генри
Генри Эдридж (англ. Henry Edridge; род. 1768, Паддингтон — 23 апреля 1821, Лондон) — английский художник.

## Жизнь и творчество
Генри Эдридж родился в семье торговца. В возрасте 15 лет стал учеником гравёра и пейзажиста Уильяма Петера. Учился портретной, пейзажной живописи и живописи миниатюры. В 1784 году Эрдридж поступил в Королевскую академию художеств. Первые художественные работы (миниатюры) он выполнял на слоновой кости и на бумаге свинцовым карандашом и индийской тушью; в поздний период своего творчества для Эдриджа характерны акварели со светлым вторым планом композиции. Писал также полотна масляными красками, в том числе портреты (среди его клиентов были Горацио Нельсон, исследователь Мунго Парк, премьер-министр Англии Уильям Питт Младший и др.). Одним из ценителей искусства Эдриджа был известный английский художник сэр Джошуа Рейнольдс. В 1817 и в 1819 годах Эдридж совершил поездки во Францию, в Нормандию и в Париж, во время которых написал много новых картин. Некоторые из его пейзажей этого периода ныне хранятся в галерее музея Виктории и Альберта, а портреты — в Национальной портретной галерее. С ноября 1820 года художник — член Королевской академии художеств. Умер от приступа астмы.

## Галерея

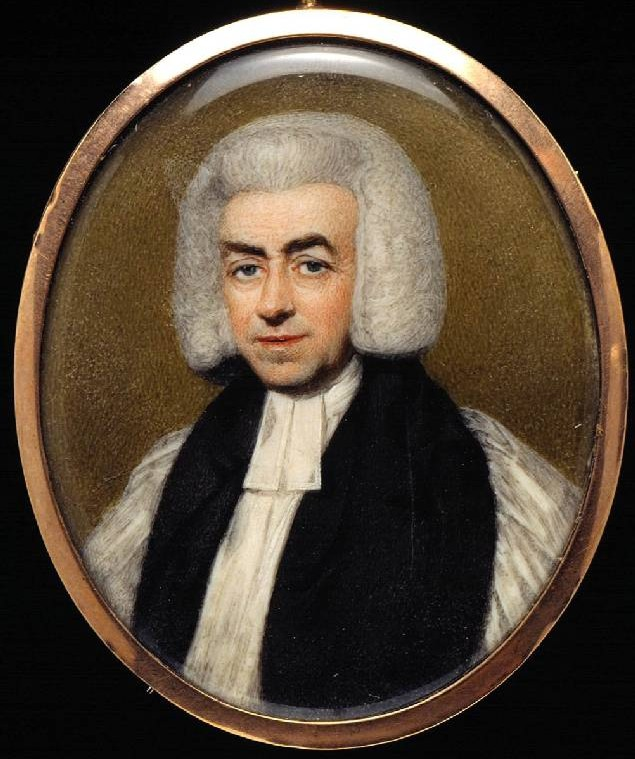
Портрет Сэмюэла Галифакса, епископа Глостерского
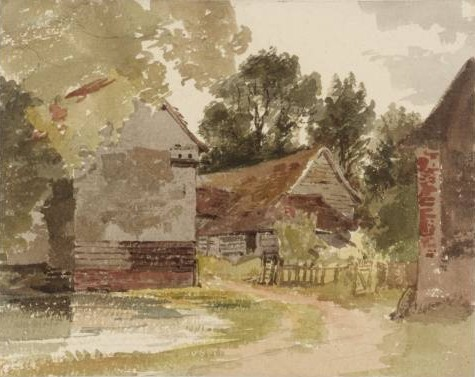
Ферма Билдинг (1810)
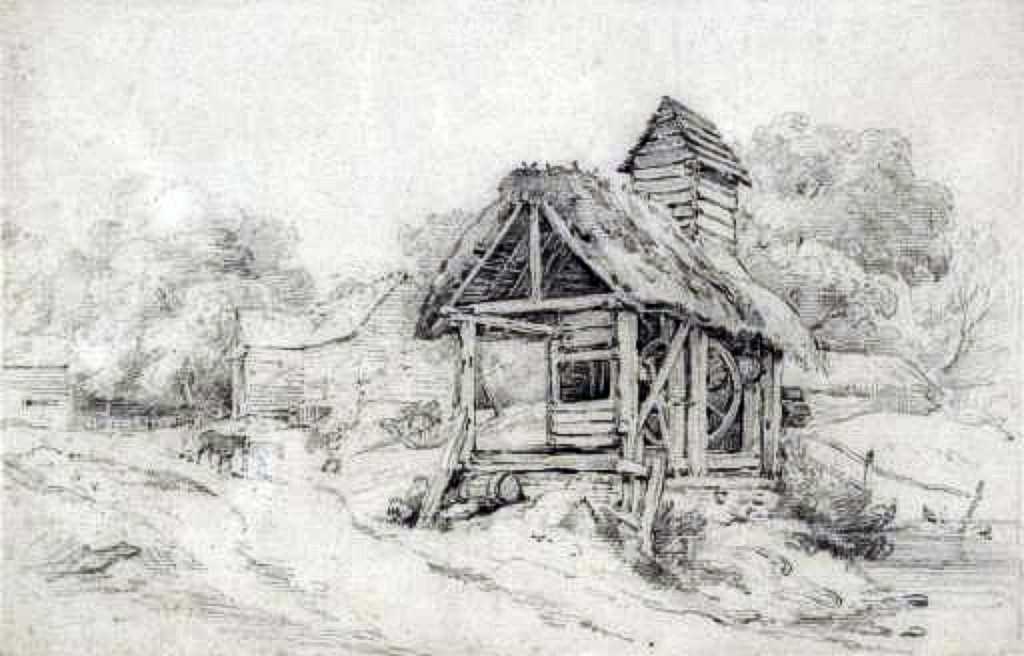
Пейзаж с мельницей
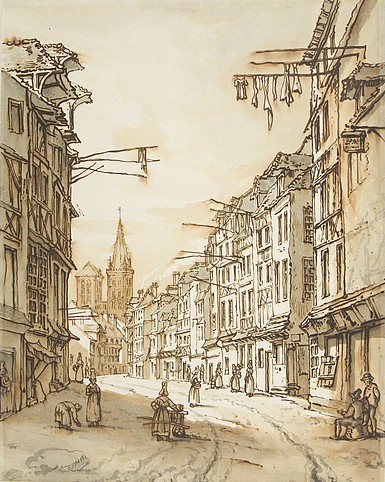
Улицы Лизьё
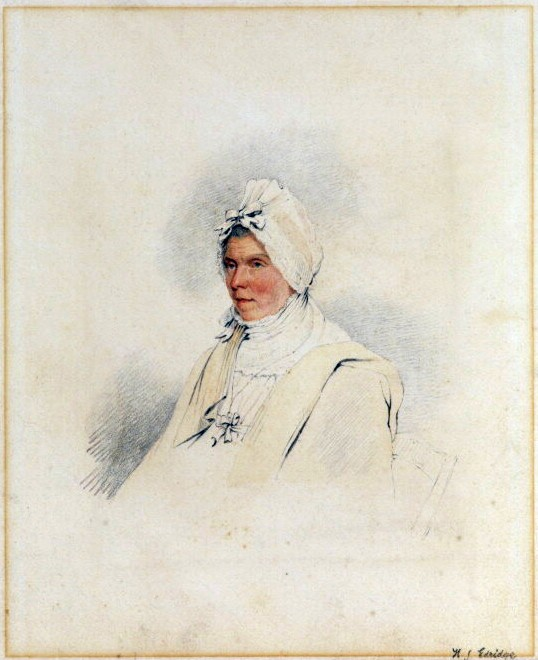
Портрет Анны Констебль, матери художника Джона Констебля (1813)
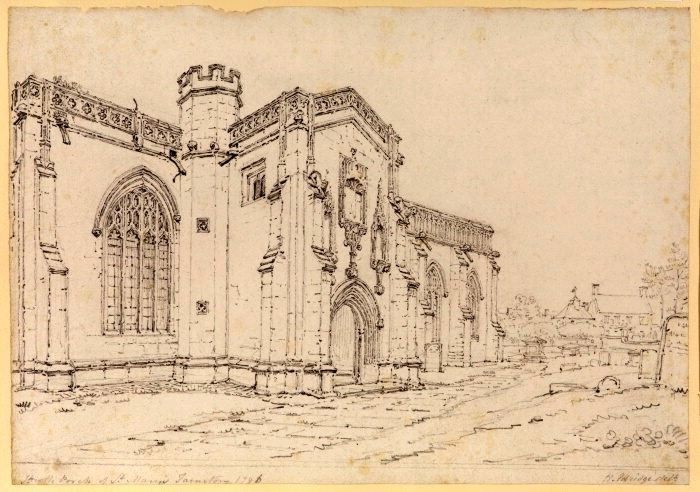
Церковь св. Марии в Таунтоне (1796)